# Чавес, Николас
Николас Александр Чавес (англ. Nicholas Alexander Chavez: род. 6 сентября 1999 года, Хьюстон, Техас, США) — американский актёр. Он получил признание за роль Спенсера Кэссадина в мыльной опере от ABC «Главный госпиталь» с 2021 по 2024 год, за которую получил дневную премию «Эмми», как выдающийся молодой актёр в драматическом сериале. Он сыграл убийцу Лайла Менендеса в криминальном сериале Netflix «Монстры: История Лайла и Эрика Менендес» (2024).

## Ранняя жизнь и образование
Чавес родился в Хьюстоне, штат Техас. У него есть трое младших сводных братьев и сестер. Он жил в Шугар-Ленде, штат Техас, до того, как его семья переехала в Денвер, штат Колорадо. Его родители развелись, когда ему было пять лет, и он делил свое время между домом своей матери в Денвере и родным городом отца — Арвада, штат Колорадо. В детстве Чавес много времени проводил на свежем воздухе, катаясь на сноуборде, в походах и на горных велосипедах. Он описал себя как «не по годам развитого ребёнка». В раннем возрасте у Чавеса развилась склонность к актерскому мастерству, в том числе к воспроизведению евхаристического благословения, которое он видел на воскресной мессе. Он также был участником детского хорала штата Колорадо и выступал в оперном театре Элли Колкинс и Денверском центре исполнительских искусств.
Чавес учился в Восточной средней школе, где играл в футбол и присоединился к команде по выступлениям и дебатам, возглавляемой его наставником Мэттом Мерфи. Когда год спустя Мерфи возглавил театральный факультет, он нанял Чавеса, тогда ещё младшего, на роль Аттикуса Финча в школьной постановке «Убить пересмешника». Чавес бросил футбол, чтобы сосредоточиться на пьесе. Будучи старшеклассником, Чавес начал заниматься в театре-студии Visionbox под руководством Дженнифер Маккрей Ринкон. Хотя он не мог позволить себе платить ей, Чавес помогал ей в театре, а Ринкон помогала ему подготовиться к прослушиваниям в колледже. Чавес подал документы на несколько ведущих американских театральных программ, включая Университет Рутгерса, Университет Карнеги-Меллона, Нью-Йоркский университет и Джульярдскую школу. За исключением Джульярдской школы, Чавеса приняли во все учебные заведения. Чавес учился в школе искусств Мейсона Гросса в Рутгерсе. Через два года Чавес взял отпуск в Рутгерсе и переехал в Лос-Анджелес, чтобы полностью посвятить себя актёрскому мастерству. Однако он был вынужден вернуться в Виро-Бич, штат Флорида, вместе со своим отцом, когда в 2020 году разразилась пандемия COVID-19. Чавес подрабатывал на нескольких случайных работах, в том числе в автосалоне, в то время как сам записывался на прослушивания.

## Карьера
1 июля 2021 года Чавес дебютировал на телевидении в роли Спенсера Кэссадина в сериале «Главный госпиталь». Чавес подписал контракт на три года. Всего через несколько месяцев после начала работы в «Главном госпитале» Чавес оплакивал потерю своего давнего менеджера Дженевьев Брюер. Он отказался от этой роли в январе 2024 года. В 2022 году Чавес снялся в роли Джейсона в оригинальном фильме Tubi «Раздавленный».
В 2023 году Чавес получил роль во втором сезоне сериала-антологии Райана Мерфи для Netflix «Монстры: История Лайла и Эрика Менендес» (2024). Он сыграл Лайла Менендеса, совместно с Купером Кохом, сыгравшим Эрика. В августе 2024 года стало известно, что Чавес также получил роль в драматическом сериале ужасов Райана Мерфи «Гротеск» для FX. В разгар премьерных показов с разницей в десять дней стало известно, что Чавес подписал контракт с Creative Artists Agency на представительство. В ноябре 2024 года было объявлено, что он получил роль в четвёртом фильме кинофраншизы «Я знаю, что вы сделали прошлым летом».

## Фильмография
| Год       | Название                                | Роль             | Примечание              | Ист.   |
| --------- | --------------------------------------- | ---------------- | ----------------------- | ------ |
| 2021-2024 | Главный госпиталь                       | Спенсер Кэссадин | Регулярная роль         | [ 4 ]  |
| 2022      | Раздавленный                            | Джейсон Кертис   | Оригинальный фильм Tubi | [ 11 ] |
| 2024      | Монстры: История Лайла и Эрика Менендес | Лайл Менендес    | Ведущая роль            | [ 12 ] |
| 2024      | Гротеск                                 | Отец Чарли       | Главная роль            | [ 14 ] |
| 2025      | Я знаю, что вы сделали прошлым летом    | TBA              | Запланировано           | [ 16 ] |
| 2025      | Техника                                 | TBA              | Запланировано           | [ 17 ] |

## Награды и номинации
| Награда               | Год  | Категория                                                 | Работа            | Результат | Ист.          |
| --------------------- | ---- | --------------------------------------------------------- | ----------------- | --------- | ------------- |
| Дневная премия «Эмми» | 2022 | Лучший молодой актёр в драматическом сериале              | Главный госпиталь | Победа    | [ 18 ]        |
| Дневная премия «Эмми» | 2023 | Лучшая мужская роль второго плана в драматическом сериале | Главный госпиталь | Номинация | [ 19 ]        |
| Soap Hub Award        | 2021 | Любимый новичок                                           | Главный госпиталь | Победа    | [ 20 ] [ 21 ] |
| Soap Hub Award        | 2021 | Любимый актёр «Главного госпиталя»                        | Главный госпиталь | Номинация | [ 21 ]        |